# پنیامو
پنیامو (به اسپانیایی: Pénjamo) از شهرهای کشور مکزیک است که در ایالت گوآناخوآتو قرار دارد و جمعیت آن طبق سرشماری سال ۲۰۱۰ میلادی ۱۳۴٬۱۵۱ نفر بوده است.